# Falconina cafetera
Espèce
Falconina cafetera est une espèce d'araignées aranéomorphes de la famille des Corinnidae.

## Distribution
Cette espèce est endémique du Chiapas au Mexique,. Elle se rencontre vers Tapachula. 

## Description
Le mâle holotype mesure 5,94 mm et la femelle paratype 5,32 mm, les mâles mesurent de 4,88 à 6,60 mm et les femelles de 5,22 à 5,76 mm.

## Systématique et taxinomie
Cette espèce a été décrite par Ibarra-Núñez et Marín en 2024.

## Étymologie
Son nom d'espèce lui a été donné en référence au lieu de sa découverte, finca cafetalera.

## Publication originale
- Ibarra-Núñez & Marín, 2024 : « First record of the genus Falconina (Araneae, Corinnidae) from Mexico, with a description of a new species and observations on its interactions with ants. » Zoosystematics and Evolution, vol. 100, no 3, p. 1099-1106 (texte intégral).